# Église Saint-Nicolas-de-Myre de Jausiers
L'église Saint-Nicolas-de-Myre est une église catholique située à Jausiers, en France. L'église est baroque, de style contre-réforme, plus classique et moins théâtral qu'en Italie, Autriche, et Espagne.

## Localisation
L'église est située dans le département français des Alpes-de-Haute-Provence, sur la commune de Jausiers.

## Historique

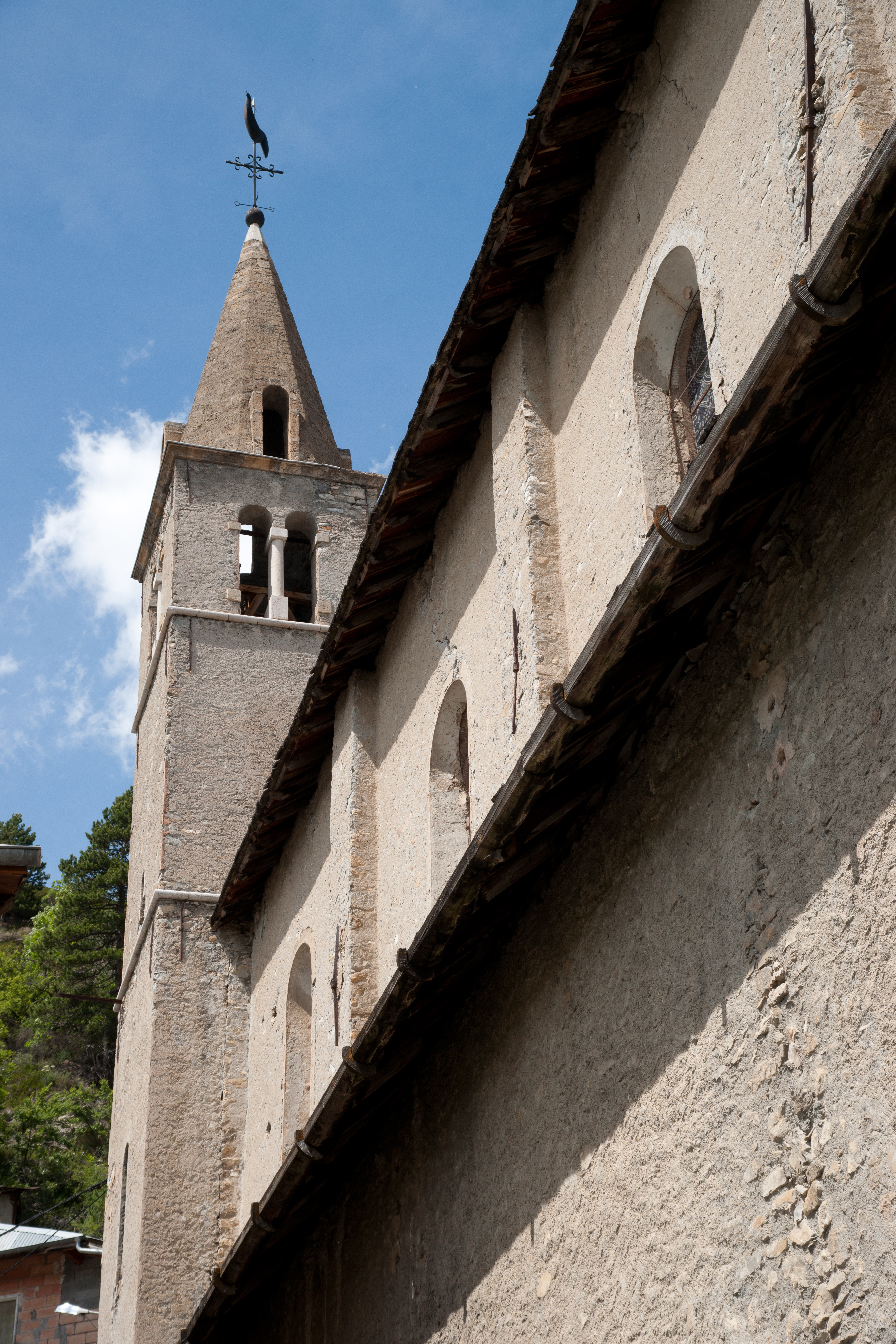
Clocher de l'église.

L'édifice est classé au titre des monuments historiques en 1921.
La construction de l'église est achevée vers 1670. Elle est toujours "la plus grande église baroque des pays de Durance".
L'église est consacrée à saint Nicolas de Myre en 1686.